# Campionato portoghese di pallamano maschile
Il campionato portoghese di pallamano maschile è l'insieme dei tornei istituiti ed organizzati dalla Federação de Andebol de Portugal, la federazione portoghese di pallamano.

La prima stagione si disputò nel 1951; dall'origine a tutto il 2023 si sono tenute 72 edizioni del torneo.

La squadra che vanta il maggior numero di campionati vinti è il Porto con 24 titoli, che è anche l'attuale squadra campione in carica.

## Organizzazione del campionato

### Struttura
Quella che segue è una sintetica struttura dei primi 2 livelli del torneo.
| Livello | Campionato                        | Campionato                        | Campionato                        | Campionato                        | Campionato                          | Campionato                          | Campionato                          | Campionato                          | Campionato                       | Campionato                       | Campionato                       | Campionato                       |
| 1       | 1. Divisao 16 clubs               | 1. Divisao 16 clubs               | 1. Divisao 16 clubs               | 1. Divisao 16 clubs               | 1. Divisao 16 clubs                 | 1. Divisao 16 clubs                 | 1. Divisao 16 clubs                 | 1. Divisao 16 clubs                 | 1. Divisao 16 clubs              | 1. Divisao 16 clubs              | 1. Divisao 16 clubs              | 1. Divisao 16 clubs              |
| 2       | 2. Divisao - girone Nord 10 clubs | 2. Divisao - girone Nord 10 clubs | 2. Divisao - girone Nord 10 clubs | 2. Divisao - girone Nord 10 clubs | 2. Divisao - girone centre 10 clubs | 2. Divisao - girone centre 10 clubs | 2. Divisao - girone centre 10 clubs | 2. Divisao - girone centre 10 clubs | 2. Divisao - girone Sud 10 clubs | 2. Divisao - girone Sud 10 clubs | 2. Divisao - girone Sud 10 clubs | 2. Divisao - girone Sud 10 clubs |

### 1. Divisao
La 1. Divisao è il massimo campionato maschile e si svolge tra 14 squadre.

Si compone di una stagione regolare in cui i club si affrontano in un girone all'italiana con partite di andata e ritorno.

La squadra 1ª classificata al termine della stagione è proclamata campione di Portogallo.

Le squadre classificate all'13º e 14º posto in classifica retrocedono in 2. Divisao, la seconda divisione del campionato, nella stagione successiva.

### Squadre partecipanti stagione 2021-2022
- A.A. Avanca
- ABC Braga
- AD Sanjoanense
- A.A. Aguas Santas
- Belenenses
- S.L. Benfica
- Boa-Hora FC
- Póvoa AC

- Xico Andebol
- Madeira SAD
- ADA Maia
- FC Porto
- Sporting CP
- Sporting da Horta
- FC Gaia
- Vitória

## Albo d'oro
| Edizione | Vincitore   |
| -------- | ----------- |
| 1951-52  | Sporting CP |
| 1952-53  | Salgueiros  |
| 1953-54  | Porto       |
| 1955-56  | Sporting CP |
| 1956-57  | Porto       |
| 1957-58  | Porto       |
| 1958-59  | Porto       |
| 1959-60  | Porto       |
| 1960-61  | Sporting CP |
| 1961-62  | Benfica     |
| 1962-63  | Porto       |
| 1963-64  | Porto       |
| 1964-65  | Porto       |
| 1965-66  | Sporting CP |
| 1966-67  | Sporting CP |
| 1967-68  | Porto       |
| 1968-69  | Sporting CP |
| 1969-70  | Sporting CP |
| 1970-71  | Sporting CP |
| 1971-72  | Sporting CP |
| 1972-73  | Sporting CP |
| 1973-74  | Belenenses  |
| 1974-75  | Benfica     |
| 1975-76  | Belenenses  |
| 1976-77  | Belenenses  |

| Edizione | Vincitore   |
| -------- | ----------- |
| 1977-78  | Sporting CP |
| 1978-79  | Sporting CP |
| 1979-80  | Sporting CP |
| 1980-81  | Sporting CP |
| 1981-82  | Benfica     |
| 1982-83  | Benfica     |
| 1983-84  | Sporting CP |
| 1984-85  | Belenenses  |
| 1985-86  | Sporting CP |
| 1986-87  | Braga       |
| 1987-88  | Braga       |
| 1988-89  | Benfica     |
| 1989-90  | Benfica     |
| 1990-91  | Braga       |
| 1991-92  | Braga       |
| 1992-93  | Braga       |
| 1993-94  | Belenenses  |
| 1994-95  | Braga       |
| 1995-96  | Braga       |
| 1996-97  | Braga       |
| 1997-98  | Braga       |
| 1998-99  | Porto       |
| 1999-00  | Braga       |
| 2000-01  | Sporting CP |
| 2001-02  | Porto       |

| Edizione | Vincitore     |
| -------- | ------------- |
| 2002-03  | Porto         |
| 2003-04  | Porto         |
| 2004-05  | Madeira       |
| 2005-06  | Braga         |
| 2006-07  | Braga         |
| 2007-08  | Benfica       |
| 2008-09  | Porto         |
| 2009-10  | Porto         |
| 2010-11  | Porto         |
| 2011-12  | Porto         |
| 2012-13  | Porto         |
| 2013-14  | Porto         |
| 2014-15  | Porto         |
| 2015-16  | Braga         |
| 2016-17  | Sporting CP   |
| 2017-18  | Sporting CP   |
| 2018-19  | Porto         |
| 2019-20  | non assegnato |
| 2020-21  | Porto         |
| 2021-22  | Porto         |
| 2022-23  | Porto         |
| 2023-24  | Sporting CP   |
| 2024-25  | Sporting CP   |

## Riepilogo vittorie per club
| Numero | Club        | Anni |
| ------ | ----------- | --- |
| 24     | Porto       | 1953-54, 1956-57, 1957-58, 1958-59, 1959-60, 1962-63, 1963-64, 1964-65, 1967-68, 1998-99, 2001-02, 2002-03, 2003-04, 2008-09, 2009-10, 2010-11, 2011-12, 2012-13, 2013-14, 2014-15, 2018-19, 2020-21, 2021-22, 2022-23 |
| 23     | Sporting CP | 1951-52, 1955-56, 1960-61, 1965-66, 1966-67, 1968-69, 1969-70, 1970-71, 1971-72, 1972-73, 1977-78, 1978-79, 1979-80, 1980-81, 1983-84, 1985-86, 2000-01, 2004-05, 2005-06, 2016-17, 2017-18, 2023-24, 2024-25          |
| 13     | Braga       | 1986-87, 1987-88, 1990-91, 1991-92, 1992-93, 1994-95, 1995-96, 1996-97, 1997-98, 1999-00, 2005-06, 2006-07, 2015-16 |
| 7      | Benfica     | 1961-62, 1974-75, 1981-82, 1982-83, 1988-89, 1989-90, 2007-08 |
| 5      | Belenenses  | 1973-74, 1975-76, 1976-77, 1984-85, 1993-94 |
| 1      | Madeira     | 2004-05 |
| 1      | Salgueiros  | 1952-53 |